# ウィル・フラー (クォーターバック)
ウィル・フラー（Will Furrer、1968年2月5日 - ）は、ペンシルベニア州ダンビル出身の元アメリカンフットボール選手。現役時代のポジションはクォーターバック。

## 経歴
高校時代はワシントン州南東部のパルースにあるプルマン高校に通い、1986年に卒業した。高校2年までは野球をしており、アメリカンフットボール経験の無かった彼は、高校3年の時にQBとなった。翌年最終学年のときに、後にNFL入りするティム・ローゼンバックの控えを務めた。
バージニア工科大学では歴代3位のパス記録を持っている。通算16勝18敗1分と先発QBとしては負け越しているが、2015年に大学のスポーツ殿堂入りを果たした。
1991年シーズン開幕前、全米で2番目に優秀なQBと目されていたが、9試合で16インターセプト、さらにひざの故障もあり、評価を落とし、デビッド・クリングラー、リック・マイアー、マット・ブランディン、ケイシー・ウェルドンに次いで5番目に優秀なQBと評価を落とした。
1992年のNFLドラフト4巡でシカゴ・ベアーズに指名された。その年のQBでは5人目の指名であった。
1年目の1992年は、シカゴ・ベアーズで先発1試合を含む2試合に出場、1993年はアリゾナ・カージナルス、1994年はデンバー・ブロンコス、1995年はNFLヨーロッパのアムステルダム・アドミラルズとヒューストン・オイラーズ、1997年はセントルイス・ラムズに所属した。
1997年、ラムズではトニー・バンクス、マーク・リッピンに次ぐ第3QBで試合出場はなかった。
1998年、トニー・バンクス、スティーブ・ボノに次ぐ第3QBの座をカート・ワーナーと争ったがロースターに残ることができなかった。12月14日、テネシー・タイタンズ戦でひざを負傷したジェイミー・マーティンの代役として、ジャクソンビル・ジャガーズと契約を結んだ。
1997年までの5シーズンでNFLの5チームに所属し、先発2試合を含む9試合に出場、パス124回中57回成功、572ヤード、2TD、10INTの成績を残している。